# Bożkowo
Bożkowo (deutsch Gotthilf) war ein Ort in der polnischen Woiwodschaft Ermland-Masuren. Seine Ortsstelle gehört zur Gmina Bartoszyce (Landgemeinde Bartenstein) im Powiat Bartoszycki (Kreis Bartenstein (Ostpr.)).

## Geographische Lage
Die Ortsstelle von Bożkowo liegt in der nördlichen Woiwodschaft Ermland-Masuren, 33 Kilometer südöstlich der früheren und heute auf russischem Gebiet gelegenen Kreisstadt Friedland (russisch Prawdinsk) bzw. 13 Kilometer südöstlich der heutigen Kreismetropole Bartoszyce (deutsch Bartenstein).

## Geschichte
Der Ort Gotthilf wurde 1825 gegründet und war ein Vorwerk zum Gut Groß Schwansfeld (polnisch Łabędnik) im ostpreußischen Kreis Friedland (1927 in „Kreis Bartenstein“ umbenannt). Bis 1945 war Gotthilf ein Wohnplatz von Groß Schwansfeld. Im Jahre 1905 zählte der kleine Ort 73 Einwohner.
Als 1945 das gesamte südliche Ostpreußen in Kriegsfolge zu Polen kam, erhielt Gotthilf die polnische Namensform „Bożkowo“. Einige Jahre lang bestand der Ort, wurde dann aber offiziell nicht mehr genannt, so dass er wohl in der Nachbargemeinde Bieliny (Bellienen) aufgegangen ist. Seine Ortsstelle liegt im Bereich der Landgemeinde Bartoszyce (Bartenstein) im Powiat Bartoszycki (Kreis Bartenstein (Ostpr.)), von 1975 bis 1998 der Woiwodschaft Olsztyn, seither der Woiwodschaft Ermland-Masuren zugehörig.

## Religion
Christentum
Bis 1945 war Gotthilf in die evangelische Dorfkirche Groß Schwansfeld (polnisch Łabędnik) in der Kirchenprovinz Ostpreußen der Kirche der Altpreußischen Union, außerdem in die römisch-katholische Kirche St. Bruno in Bartenstein im damaligen Bistum Ermland eingepfarrt.

## Verkehr
Die durchaus noch wahrnehmbare Ortsstelle von Bożkowo liegt an einem Verbindungsweg, der von Łabędnik (Groß Schwansfeld) nach Bieliny (Bellienen) führt.